# Фантана Доамнеј (Калараш)
Фантана Доамнеј (рум. Fântâna Doamnei) насеље је у Румунији у округу Калараш у општини Николаје Балческу. Oпштина се налази на надморској висини од 44 m.

## Становништво
Према подацима из 2002. године у насељу је живело 401 становника, од којих су сви румунске националности.